# Nemes István (orvos)
Nemes István (Székelyszentistván, 1928. március 14. – Marosvásárhely, 1985. március 3.) erdélyi magyar orvos, az orvostudományok doktora, egyetemi oktató, orvosi szakíró.

## Életútja
Középiskolát a marosvásárhelyi Református Kollégiumban végzett (1947), ugyanitt az OGYI orvosi érdemdiplomáját nyerte el (1953). Pályáját a kórélettani tanszéken kezdte mint gyakornok; tanársegéd, adjunktus, 1978-tól előadótanár a gyógyszerészeti kar anatómia-élettani és kórtani tanszékén. Az orvostudományok doktora címet Iaşi-ban szerezte meg (1971).
Szaktanulmányai a véralvadás és a májbetegségek, daganatos és szív-érrendszeri betegségek közti összefüggésekről, a hajszálérfal áteresztőképességének viselkedéséről a véralvadási tényezőkkel szemben, valamint egyes gyógynövények antilipémiás és antikoaguláns hatásáról hazai és külföldi szakfolyóiratokban jelentek meg (Orvosi Szemle-Revista Medicală, Marosvásárhely; Revista Medico-Chirurgicală, Iaşi; Studii şi Cercetări de Medicină, Kolozsvár; Spitalul, Buc.; Orvosi Hetilap és Acta Physiologica Academiae Scientiarum Hungaricae, Budapest; Biochemical Pharmacology, London; La Medicina del Lavoro, Milánó). Ismeretterjesztő cikkeit az Előre, Vörös Zászló, A Hét közölte.
Társszerzője a Klinikai laboratóriumi vizsgálatok (Marosvásárhely, 1955, 1956, 1959), Kórélettani jegyzet. I-III. (Marosvásárhely, 1956), IV. (Marosvásárhely, 1957), Kórélettan. I-IV. (Marosvásárhely, 1959) c. kőnyomatos egyetemi jegyzeteknek.